# Powiat sochaczewski

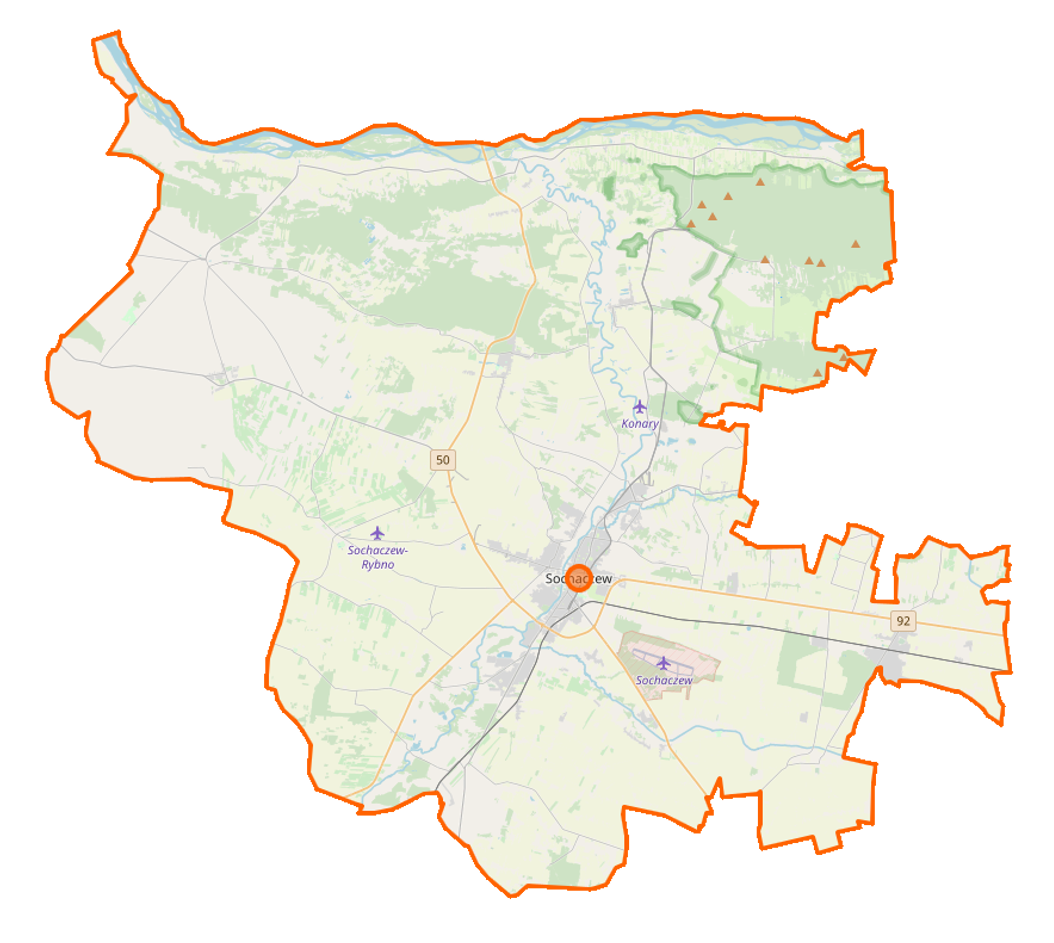
Mapa powiatu

Powiat sochaczewski – powiat w Polsce (zachodnia część województwa mazowieckiego), utworzony w 1999 roku w ramach reformy administracyjnej. Jego siedzibą jest miasto Sochaczew.
W skład powiatu wchodzą:
| Gmina                             | Typ     | Powierzchnia (km²) | Ludność (2006) | Siedziba    |
| Sochaczew                         | miejska | 26.1               | 37,925         | Sochaczew   |
| Gmina Teresin                     | wiejska | 88.0               | 11,028         | Teresin     |
| Gmina Sochaczew                   | wiejska | 91.4               | 8,764          | Sochaczew * |
| Gmina Iłów                        | wiejska | 128.5              | 6,342          | Iłów        |
| Gmina Nowa Sucha                  | wiejska | 90.3               | 5,966          | Nowa Sucha  |
| Gmina Młodzieszyn                 | wiejska | 117.1              | 5,541          | Młodzieszyn |
| Gmina Brochów                     | wiejska | 116.8              | 4,258          | Brochów     |
| Gmina Rybno                       | wiejska | 72.8               | 3,494          | Rybno       |
| * siedziba nie jest częścią gminy |         |                    |                |             |

Według danych z 31 grudnia 2019 roku powiat zamieszkiwało 85 045 osób. Natomiast według danych z 30 czerwca 2020 roku powiat zamieszkiwało 85 001 osób.

## Demografia
Liczba ludności (dane z 30 czerwca 2005):
|        | Ogółem | Ogółem | Kobiety | Kobiety | Mężczyźni | Mężczyźni |
| osób   | %      | osób   | %       | osób    | %         |           |
| ------ | ------ | ------ | ------- | ------- | --------- | --------- |
| Ogółem | 83 467 | 100    | 42 864  | 51,35   | 40 603    | 48,65     |
| Miasto | 38 126 | 45,68  | 19 998  | 23,96   | 18 128    | 21,72     |
| Wieś   | 45 341 | 54,32  | 22 866  | 27,40   | 22 475    | 26,93     |

▶Wieś vs ▶miasto
Ogółem (▶k, ▶m)
Miasto (▶k, ▶m)
Wieś (▶k, ▶m)
- Piramida wieku mieszkańców powiatu sochaczewskiego w 2014 roku[4]:

|  |

## Położenie geograficzne
Powiat sochaczewski leży środkowej w Polsce w zachodniej części województwa mazowieckiego na Równinie Łowicko-Błońskiej. Swoistą oś symetrii stanowi rzeka Bzura przecinająca powiat z południa na północ. Północną granicę tworzy Wisła, a od wschodu powiat opiera się o Puszczę Kampinoską.
Na terenie województwa mazowieckiego graniczy z powiatami: gostynińskim, płockim, płońskim, nowodworskim, warszawskim zachodnim, grodziskim i żyrardowskim.
Od strony południowo-zachodniej powiat sochaczewski graniczy z powiatem skierniewickim oraz powiatem łowickim w województwie łódzkim.
Stolicą powiatu jest Sochaczew.

## Rzeźba terenu

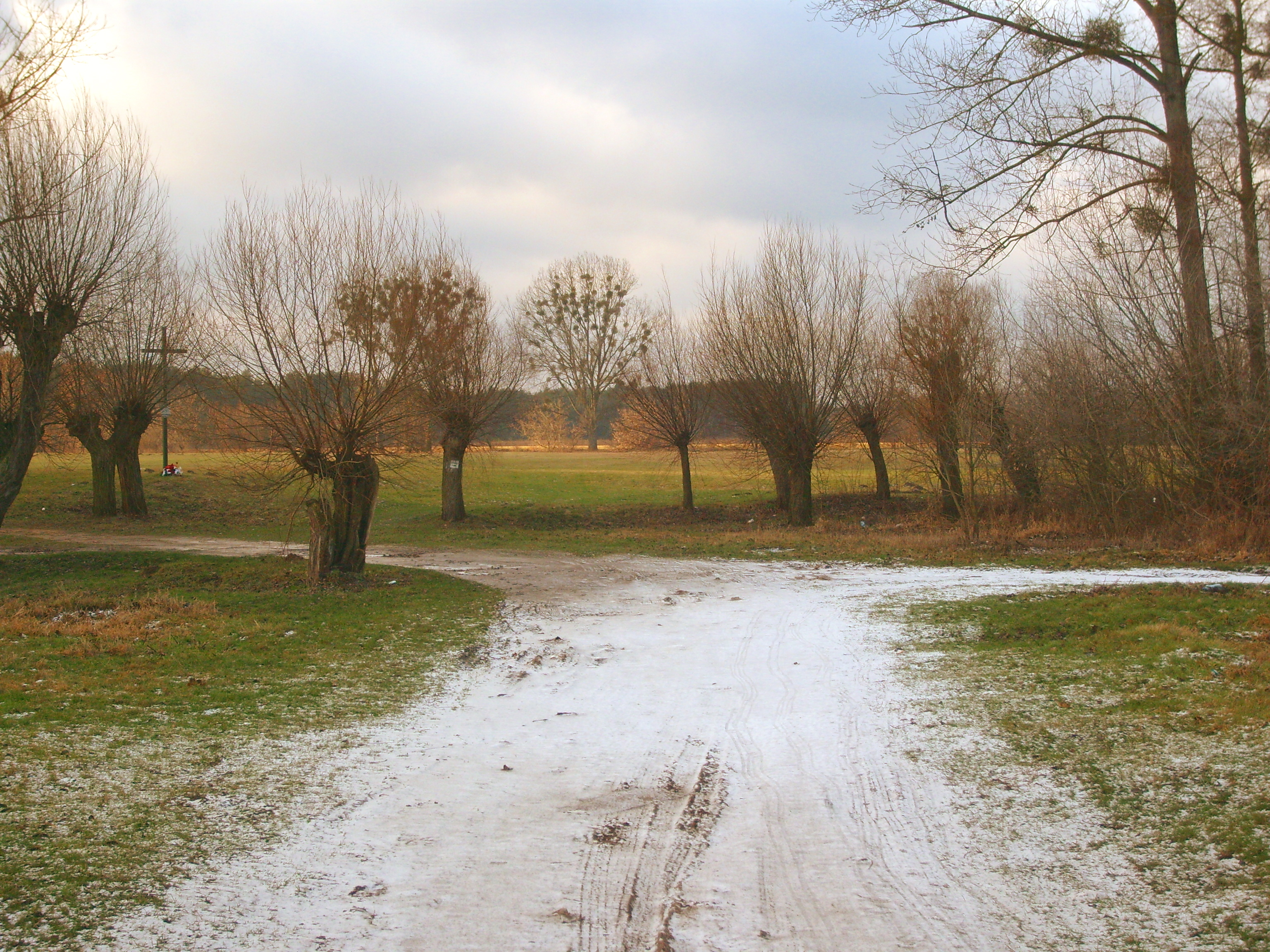
Brochów – dolina Bzury

Krajobraz powiatu sochaczewskiego ukształtował się podczas środkowopolskiego i bałtyckiego zlodowacenia. Ich pozostałością są doliny rzeczne i pradoliny z wydmami śródlądowymi (w pasie od Młodzieszyna do Warszawy) oraz płaskie równiny denudacyjne (patrz: denudacja).
Na terenie powiatu występują gleby średniej jakości: płowe, bielicowe i brunatne.
Jedynym liczącym się surowcem mineralnym są iły warowe, szare i szaro brązowe (gminy Iłów i Brochów) wykorzystywane do produkcji ceramiki budowlanej.

## Klimat
Teren powiatu leży w strefie klimatu umiarkowanego przejściowego i jest kształtowany przez powietrze polarno-morskie, zwrotnikowo-morskie, polarno-kontynentalne i zwrotnikowo-kontynentalne. Średnia temperatura roczna wynosi +8 °C, w lato ponad +20 °C, w zimę poniżej 0 °C.
Przeciętne opady wahają się między 450 a 600 mm, a więc w porównaniu z innymi rejonami kraju jest to rejon dosyć suchy.

## Wody

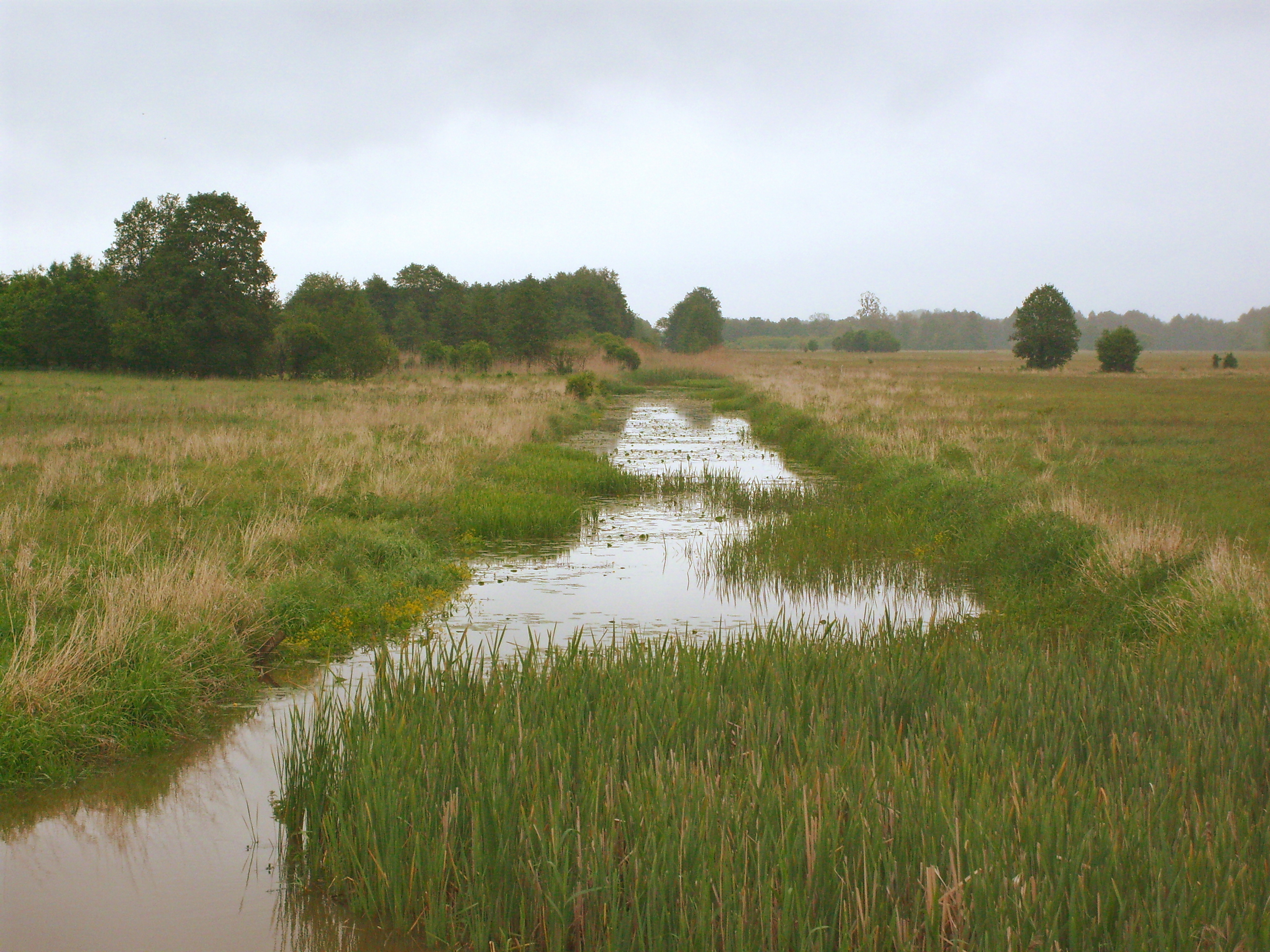
KPN – Łasica

Główną rzeka płynącą przez teren powiatu sochaczewskiego jest rzeka Bzura wraz z dopływami: Utratą, Pisią, Lutowią, Suchą oraz Łasicą.
Północną granicę powiatu stanowi rzeka Wisła wraz z malowniczymi łachami i kępami.
Na czystość rzek znacząco wpłynęło wybudowanie w 1998 roku oczyszczalni ścieków w Sochaczewie.
Na terenie powiatu sochaczewskiego znajdują się także źródła termalne.
We wsi Nowe Mostki koło Żelazowej Woli dokonano odwiertu badawczego.

## Lasy

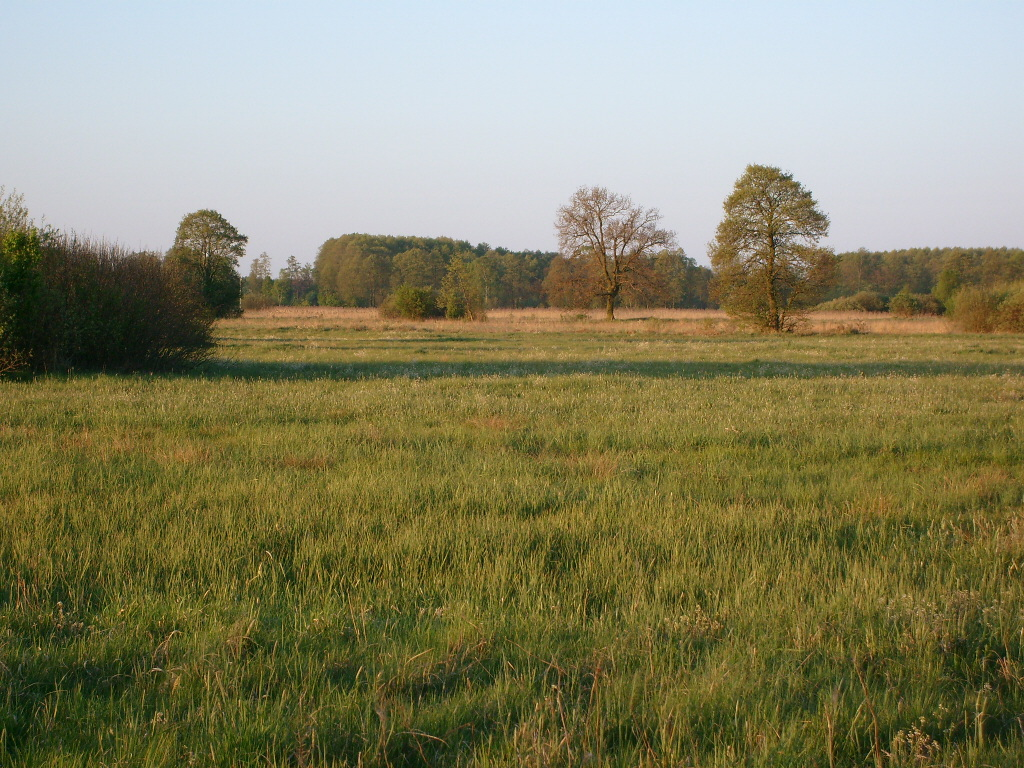
KPN – Famułkowskie Błota

Ponad 15% powierzchni powiatu (11153 ha) zajmują lasy.
Najważniejszym kompleksem leśnym jest Puszcza Kampinoska, na terenie której w 1959 roku powołano do życia Kampinoski Park Narodowy. Z ogólnej powierzchni 38544 ha tylko 10% pozostaje w granicach powiatu sochaczewskiego, w tym dwa rezerwaty ścisłe: Czapliniec oraz Czerwińskie Góry.
Pozostałe większe kompleksy leśne znajdują się w gminach Młodzieszyn i Iłów.

## Rezerwaty przyrody
- Rezerwat przyrody Czapliniec
- Rezerwat przyrody Czerwińskie Góry
- Rezerwat przyrody Rzepki

## Inne ciekawe tereny
- Olszowieckie i Famułkowskie Błota na terenie Kampinoskiego Parku Narodowego
- dolina Wisły

## Pomniki przyrody

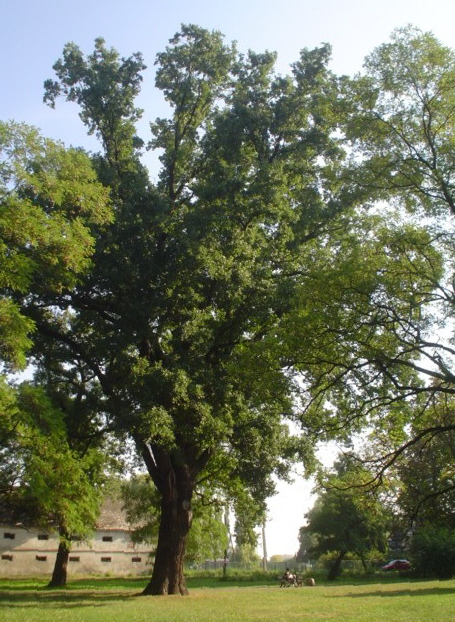
Sochaczew – dąb-pomnik

Powiat sochaczewski może pochwalić się ponad setką drzew będącymi pomnikami przyrody i czterema zabytkowymi alejami.
Pomniki przyrody w poszczególnych gminach:
- Gmina Brochów – 21 pomnikowych drzew
- Gmina Iłów – 10 pomnikowych drzew
- Gmina Młodzieszyn – 5 pomnikowych drzew
- Gmina Rybno – 6 pomnikowych drzew i 1 zabytkowa aleja
- Gmina Sochaczew – 30 pomnikowych drzew i 1 zabytkowa aleja
- Gmina Teresin – 41 pomnikowych drzew i 2 zabytkowe aleje

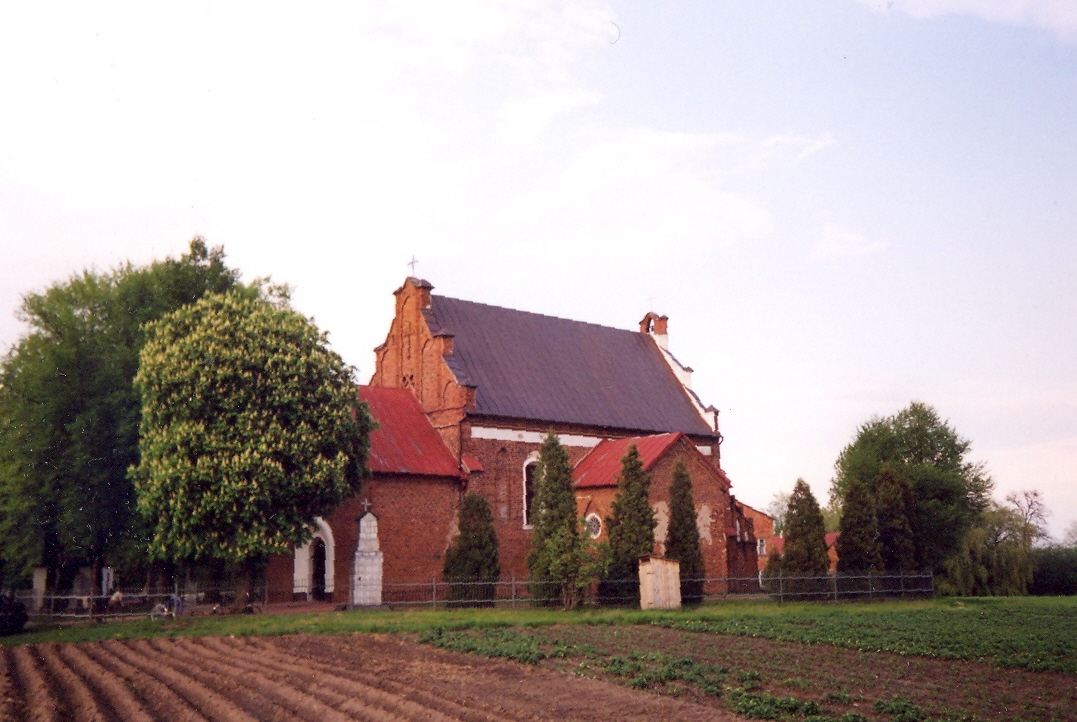
Giżyce – kościół gotycki

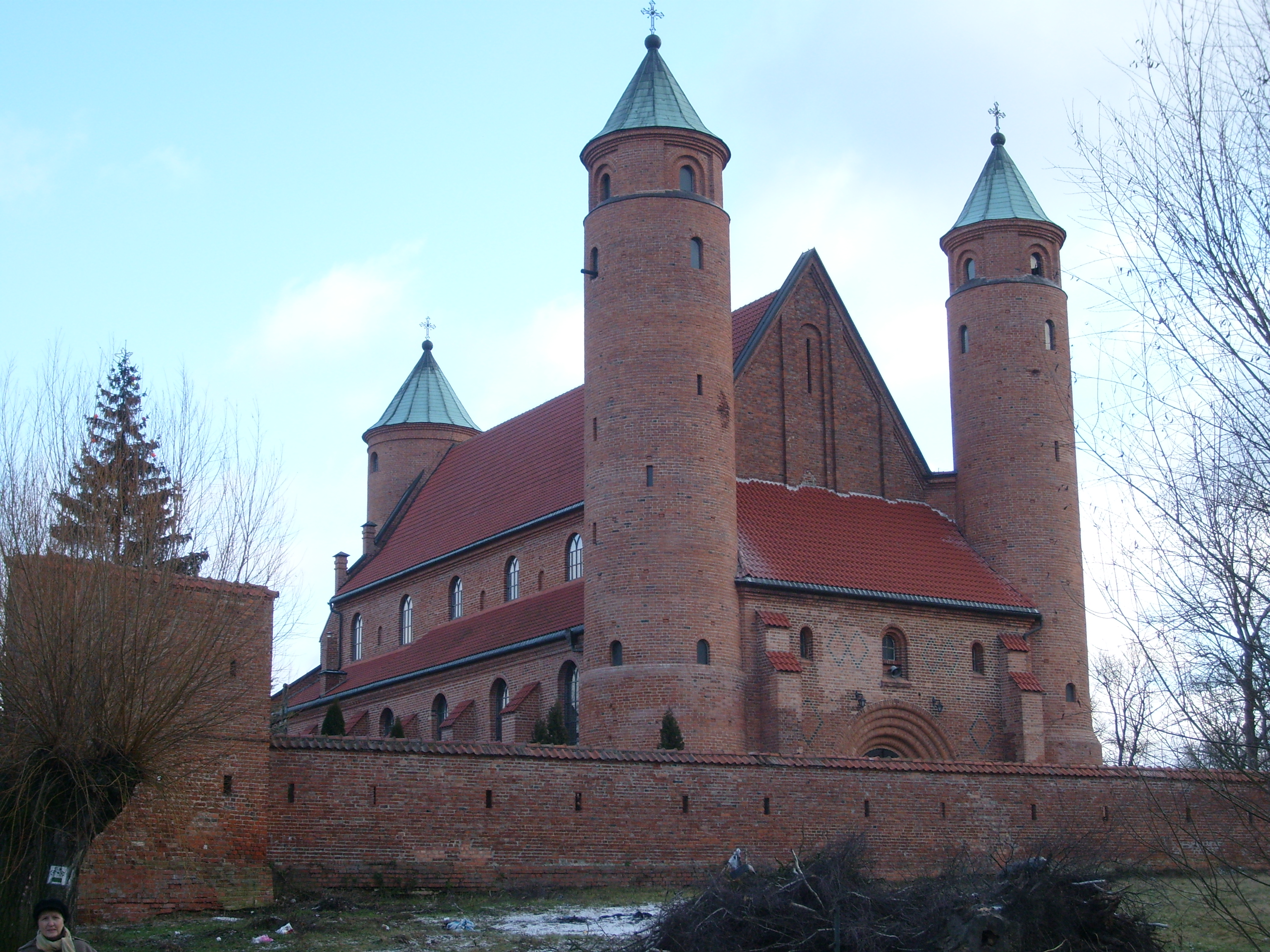
Brochów – kościół gotycko-renesansowy

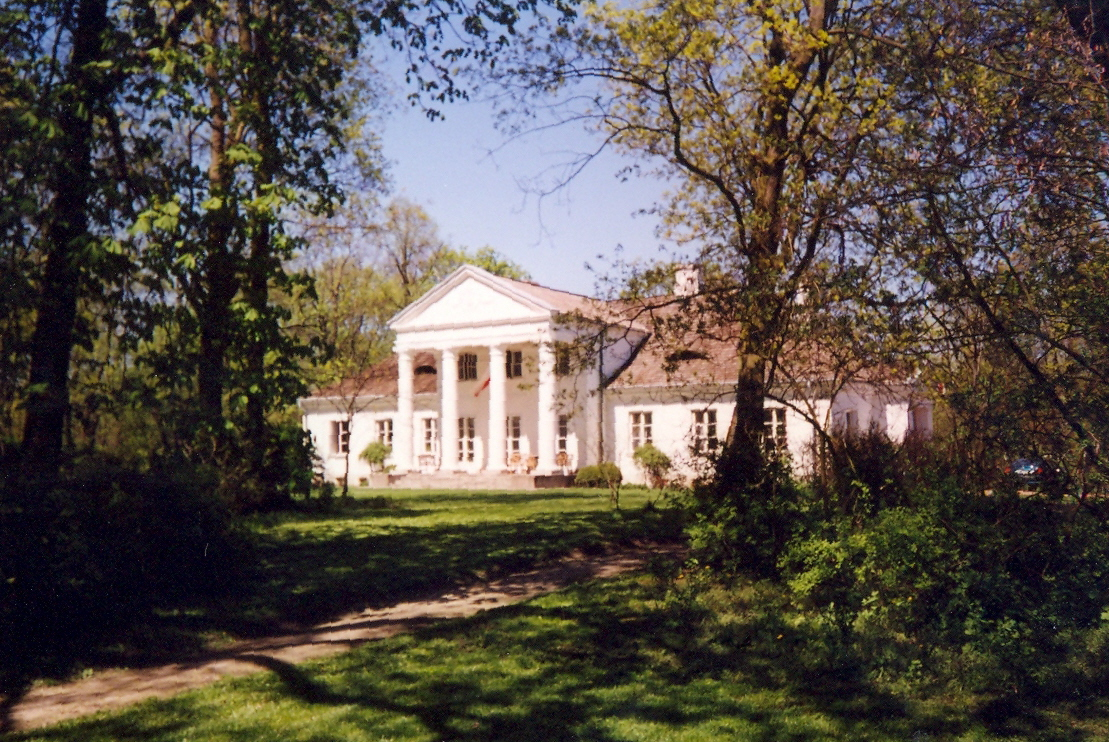
Tułowice – dwór z XIX wieku

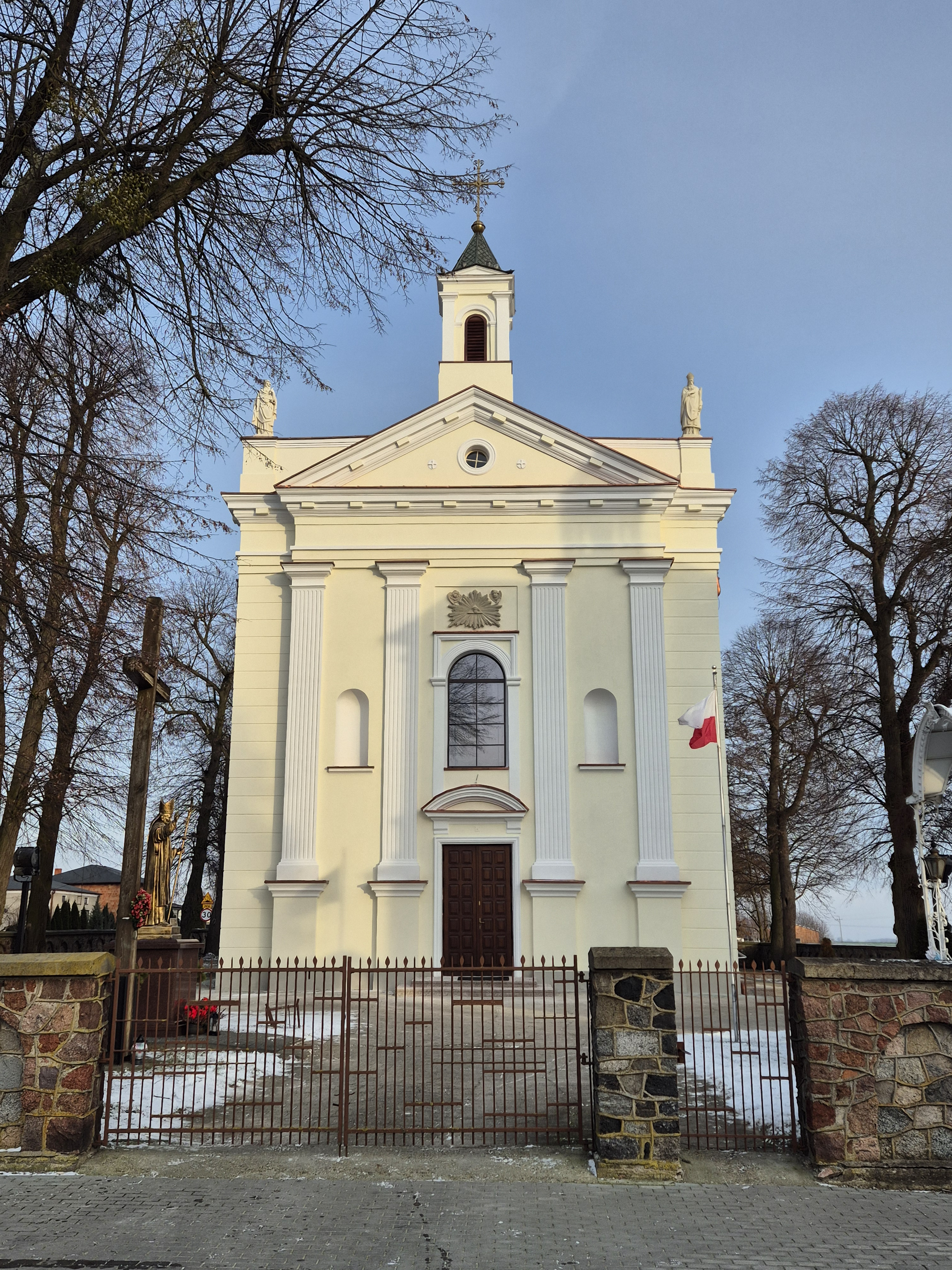
Rybno - kościół w stylu klasycystyczny

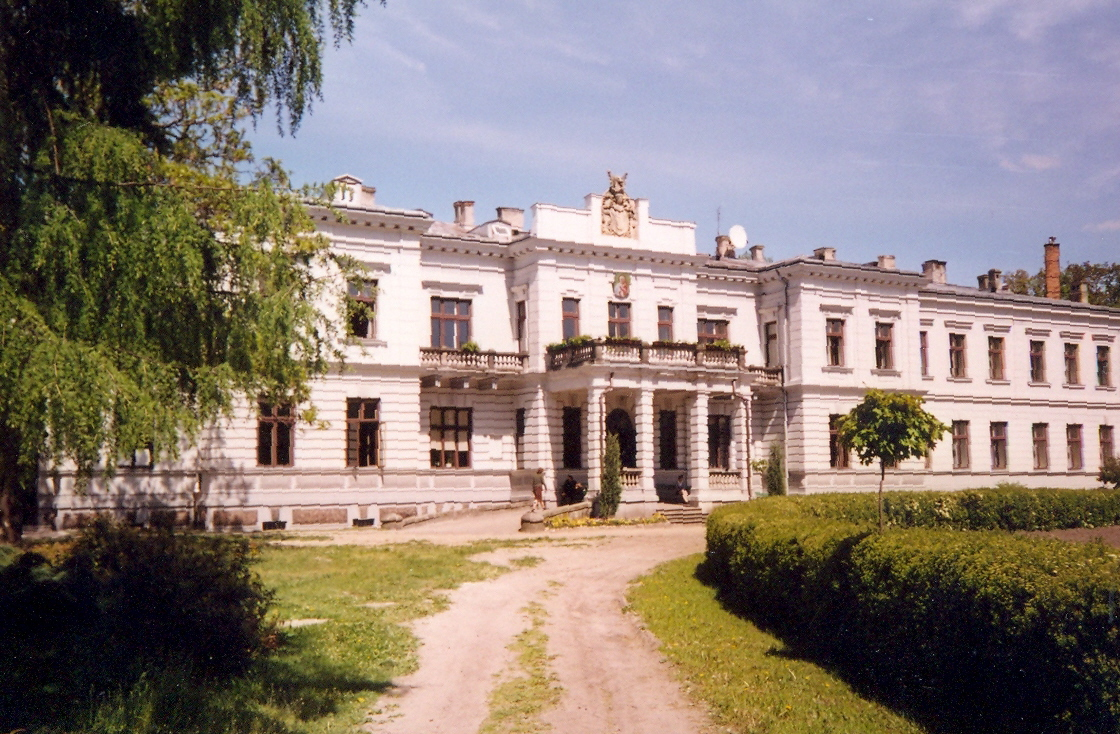
Szymanów – pałac

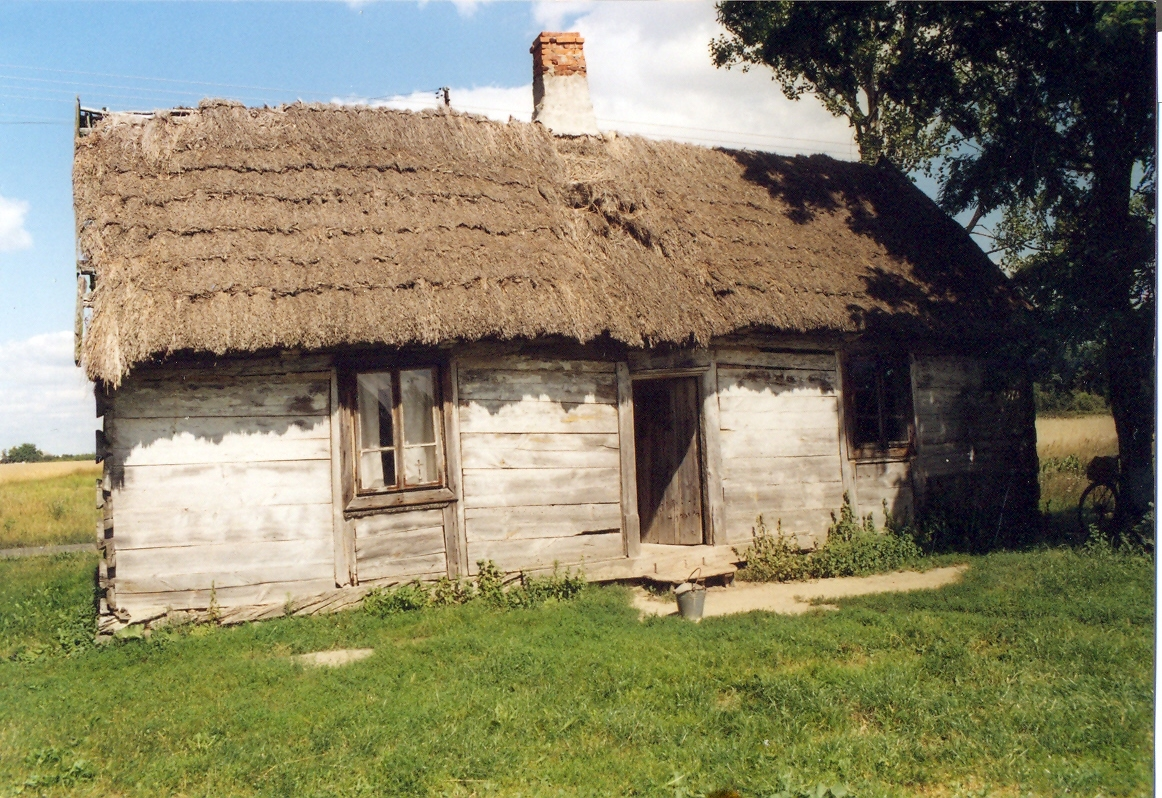
Antosin – dom ze strzechą

## Kalendarz wydarzeń
- Dzień Ziemi w Iłowie – kwiecień
- Międzynarodowy Festiwal Filmów Katolickich i Multimediów w Niepokalanowie – maj
- Świętojański Rajd Motocykli Zabytkowych – maj
- Zawody Motocrossowe w Sochaczewie – maj i czerwiec
- Dni Sochaczewa – czerwiec
- Rodzinny Rajd Rowerowy po Powiecie Sochaczewskim im.Tadeusza Krawczyka – czerwiec
- Biegi Przełajowe Młodych Olimpijczyków – czerwiec
- Pożegnanie Lata w Iłowie – sierpień
- Powiatowy Jarmark Pozarządowy – sierpień
- Mazowiecki Rajd Szlakami Walk nad Bzurą – wrzesień
- Mazowieckie Mistrzostwa Mikrolotów w Sochaczewie – wrzesień
- Dożynki Wojewódzkie w Sochaczewie – wrzesień
- Zawody Motocrossowe o Puchar Burmistrza Miasta Sochaczewa – listopad
- Mazowieckie Przesłuchania Chopinowskie w Sochaczewie – grudzień
- Walny Zjazd Organizacji Pozarządowych Powiatu Sochaczewskiego – grudzień
- Patrol Świętego Mikołaja – grudzień

## Najważniejsze zabytki
Zabudowa miejska Sochaczewa
- ruiny Zamku Książąt Mazowieckich
- Ratusz Miejski w Sochaczewie siedziba Muzeum Ziemi Sochaczewskiej i Pola Bitwy nad Bzurą
- Kramnice miejskie z lat 1828–1833
- dworzec kolejowy z końca XIX wieku

Kościoły
- Kościół w Giżycach, gotycki, z 1439 roku
- Kościół w Kozłowie Biskupim, gotycki, wzniesiony w 1443 r.
- Kościół w Kozłowie Szlacheckim, gotycki, wzniesiony w 1470 r.
- Bazylika św. Rocha i św. Jana Chrzciciela w Brochowie, gotycko-renesansowy wzniesiony w latach 1551–1561
- Kościół w Kurdwanowie, modrzewiowy z 1676 r.
- Kościół w Szymanowie, barokowy, wzniesiony w 1667 r.
- Kościół w Rybnie, klasycystyczny wzniesiony w latach 1804–1806
- Kościół pw. Narodzenia Najświętszej Marii Panny w Trojanowie, późnobarokowy, z 1783 roku
- Kościół w Iłowie, późnobarokowy z 1781 r.
- Kościół parafialny w Mikołajewie, gotycko-klasycystyczny, wzniesiony w latach 1815–1821
- Kościół w Pawłowicach, klasycystyczny, wzniesiony w latach 1802–1805
- Bazylika Najświętszej Maryi Panny Pośredniczki Łask w Niepokalanowie, modernistyczny z lat 1948–1950
- Kościół Narodzenia Najświętszej Marii Panny w Młodzieszynie, odbudowany w zmienionej formie w latach 1947–1951
- Kościół św. Józefa Robotnika w Chodakowie, modernistyczny, pobudowany w latach 1957–1959
- Kościół pw. Matki Bożej Różańcowej w Sochaczewie, modernistyczny z lat 1960–1964
- Kościół pw. Matki Bożej Nieustającej Pomocy w Boryszewie, z lat 1985–1996

Dwory i pałace

- Dom Urodzenia Fryderyka Chopina w Żelazowej-Woli
- dwór w Czerwonce
- dwór w Kuznocinie
- dwór w Rozlazłowie
- dwór w Gawłowie
- dwór w Chodakowie
- pałac w Szymanowie
- dwór w Szymanowie
- pałac w Teresinie
- dwór w Nowych-Piaskach
- dwór w Pawłowicach
- pałac w Kożuszkach
- pałac w Piasecznicy
- dwór w Brochowie
- dwór w Tułowicach
- dwór w Gradowie
- dwór w Skotnikach
- dwór w Jeżówce
- dwór w Strugach
- dwór w Kawęczynie
- dwór w Rokotowie
- dwór w Zakrzewie
- pałac w Rybnie
- dwór we wsi Złota
- dwór w Żdżarowie
- dwór w Ruszkach
- dwór w Żukowie
- dwór w Kątach
- dwór w Giżycach

## Parki zabytkowe
- gmina Brochów

1. Tułowice – park pochodzący z XIX w.
2. Brochów – park pochodzący z XIX w.

- gmina Iłów

1. Brzozów Nowy – park pochodzi z XIX w.
2. Giżyce – park założony w I połowie XVIII w. i częściowo przekształcony w krajobrazowy w I połowie XIX w.
3. Ostrowce – park pochodzi z XIX w.
4. Wszeliwy – park pochodzi z XIX w.
5. Załusków – park pochodzi z XIX w.

- gmina Młodzieszyn

1. Młodzieszyn – park krajobrazowy z II połowy XVIII w.
2. Ruszki – park krajobrazowy z I połowy XIX w.
3. Witkowice – park krajobrazowy w XIX w.

- gmina Nowa Sucha

1. Gradów – park krajobrazowy z I połowy XIX w.
2. Rokotów – park krajobrazowy założony w końcu XVIII w. lub na początku XIX w.
3. Zakrzew – pozostałości parku krajobrazowego z XIX w.

- gmina Rybno

1. Ćmiszew Rybnowski – resztki parku krajobrazowego
2. Rybno – park krajobrazowy z XIX w.
3. Złota – park krajobrazowy z około połowy XIX w.

- gmina Teresin

1. Kawęczyn – resztki parku krajobrazowego z około 1930 r.
2. Nowa Piasecznica – resztki parku krajobrazowego z około połowy XIX w.
3. Nowe-Paski – resztki parku krajobrazowego z około 1880 r.
4. Pawłowice – park krajobrazowy założony w II połowie XIX w.
5. Seroki-Parcela – park krajobrazowy z końca XIX w.
6. Skotniki – park z przełomu XVIII/XIX w., przekomponowany w latach 1860 i 1900
7. Strugi – park krajobrazowy z połowy XIX w.
8. Szymanów – park z początku XX w.
9. Teresin – park założony około połowy XIX w.

- gmina Sochaczew

1. Bielice – pozostałości parku krajobrazowego z XIX w.
2. Jeżówka – resztki parku krajobrazowego z XIX w.
3. Kąty – resztki parku krajobrazowego z XIX w.
4. Kożuszki-Parcel – park krajobrazowy założony w 1870 r. Po 1945 r. zdewastowany, później przekształcony
5. Kuznocin – resztki parku krajobrazowego z początku XX w.
6. Żdżarów – resztki parku krajobrazowego z około 1900 r.
7. Żelazowa-Wola – park powstały w latach trzydziestych XX w. na miejscu dawnego parku krajobrazowego pochodzącego z przełomu XVIII/XIX w., zdewastowanego w XIX w.
8. Żuków – pozostałości parku krajobrazowego z około 1900 r.

## Cmentarze o szczególnym znaczeniu

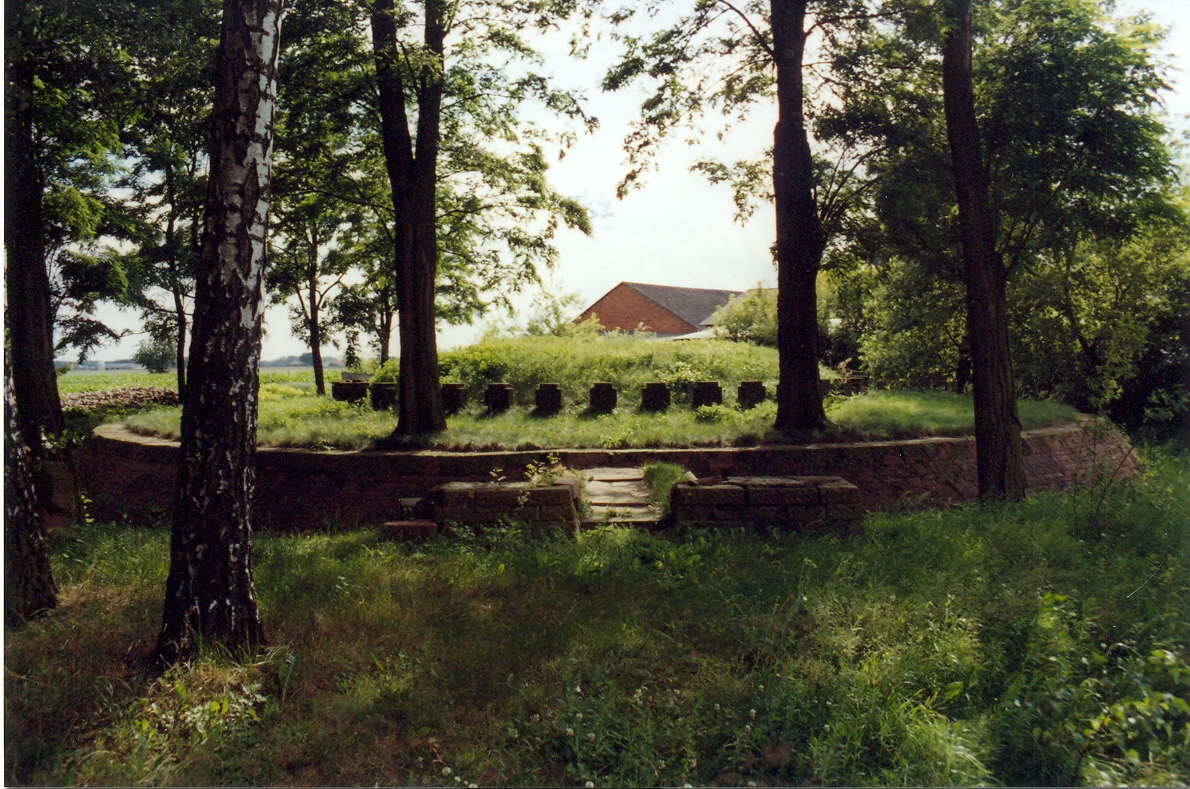
Złota – cmentarz niemiecki

- Cmentarz w Rybnie założony w 1829 r.,

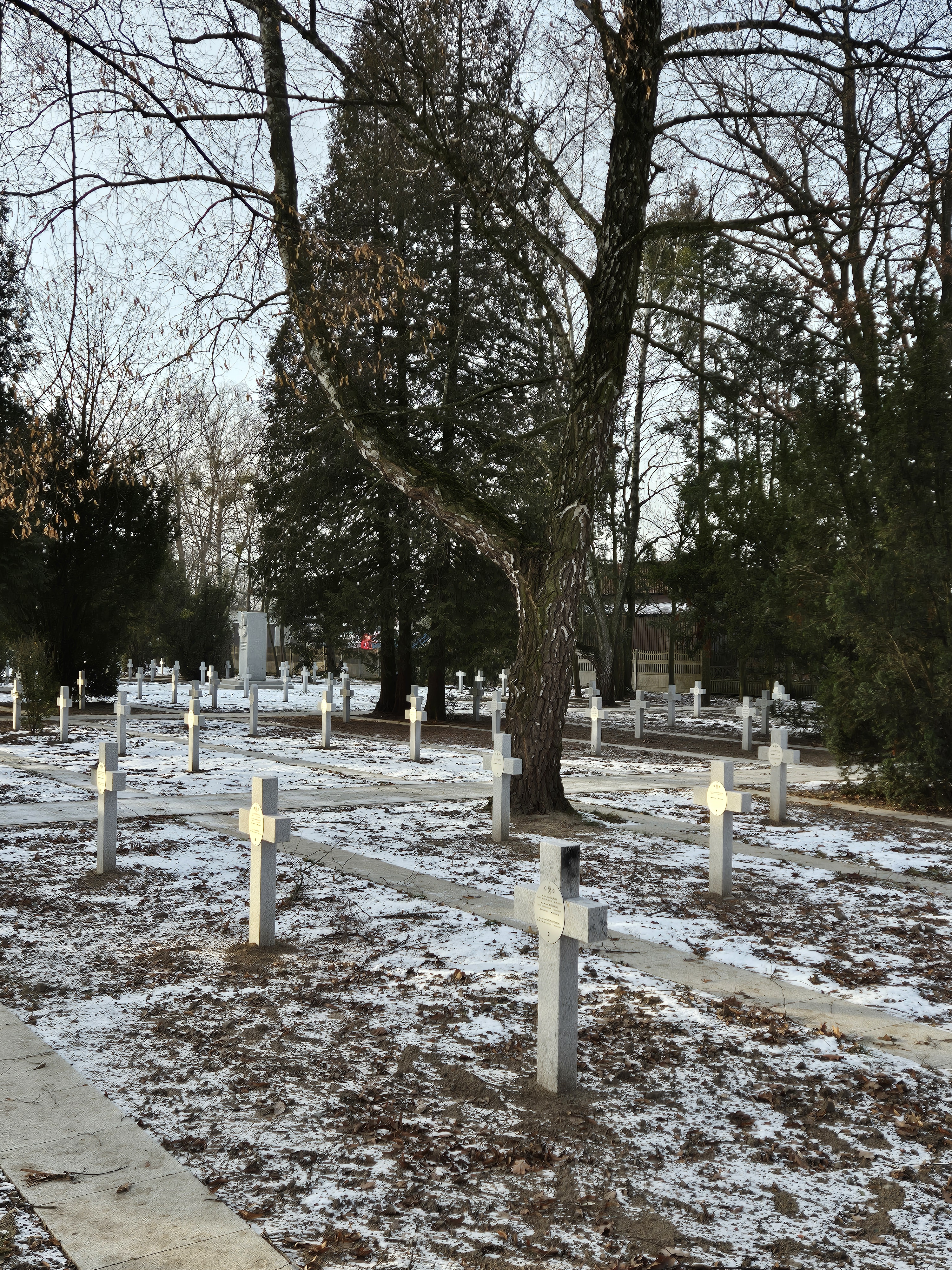
Rybno - kwatery wojskowe

- Rybno - kwatery wojskoweCmentarz wojenny w Rybnie -  kwatery żołnierzy z czasów II wojny światowej.
- Cmentarz wojenny w Bielicach – kwatery żołnierzy rosyjskich z 1915 r.
- Cmentarz wojenny w miejscowości Lubiejew z 1915 r.
- Kopiec mogilny żołnierzy niemieckich z I wojny światowej w miejscowości Orły-Cesin.
- Cmentarz żołnierzy niemieckich z czasów I wojny światowej we wsi Złota.
- Pomnik Ku Czci Pomordowanych we wsi Śladów 18.09.1939 r.
- Cmentarz wojenny we wsi Janów.
- Cmentarz żołnierzy polskich w Trojanowie – największy cmentarz żołnierzy polskich poległych w Bitwie nad Bzurą we wrześniu 1939 r. Spoczywa na nim 3693 żołnierzy armii „Poznań” i „Pomorze” oraz żołnierze AK polegli 4 kwietnia 1944 r.
- Cmentarz św.Wawrzyńca w Sochaczewie, na którym znajdują się kwatery żołnierzy września 1939 r. z mogiłą dowódcy obrony Sochaczewa mjra Feliksa Kozubowskiego.
- Kamień z tablicą pamiątkową w Tułowicach w miejscu śmierci gen. bryg. Stanisława Grzmot-Skotnickiego, poległego 19 września 1939 r.
- Cmentarz żydowski w Sochaczewie założony w XV w., jedna z najstarszych nekropolii żydowskich w Polsce; miejsce pochówku znanego „Cadyka z Sochaczewa” – Abrahama Bornsztajna.
- Grobowiec mułły (tzw. Baszta Tatarska) w Sochaczewie, wzniesiony na skarpie Bzury w I połowie XIX w. na terenie byłego cmentarza muzułmańskiego; obecnie w ruinie.

## Osoby związane z powiatem sochaczewskim

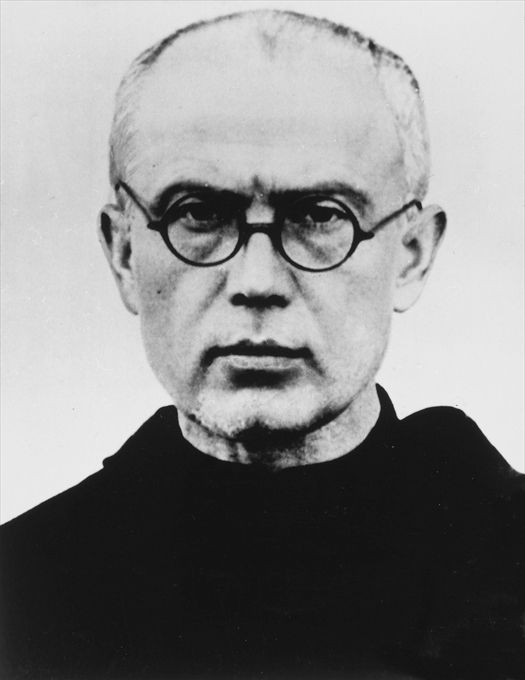
św. Maksymilian Maria Kolbe

- Jakub Kurdwanowski – biskup płocki (zm. 1425)
- Paweł Giżycki – biskup płocki (zm. 1463)
- Jędrzej Gawroński – biskup krakowski i senator Księstwa Warszawskiego (1740–1813)
- Fryderyk Chopin – wybitny kompozytor i pianista (1810–1849)
- Michał Kleofas Ogiński – kompozytor, działacz polityczny (1765–1833)
- Henryk Sienkiewicz – pisarz (1846–1916)
- Władysław Ślewiński – malarz, jeden z przedstawicieli Młodej Polski i secesji (1856–1918)
- św. o. Maksymilian Maria Kolbe – duchowny (1894–1941)
- Kajetan Hebdowski – generał brygady armii Księstwa Warszawskiego, Komendant Sił zbrojnych Obojga Galicji, Kawaler Orderu Virtuti Militari (1746–1834)
- Czesław Klatt – obrońca Helu (1915–2006)
- Krzysztof Miklas – dziennikarz i komentator sportowy (ur. 1948)
- Bogusław Liberadzki - ekonomista polityk (ur. 1948)
- Krzysztof Rutkowski – były detektyw (ur. 1960)
- Mariusz Kamiński – polityk (ur. 1965)
- Robert Klatt – muzyk (ur. 1972)
- Mateusz „Białas” Karaś – raper (ur. 1987)

Osoby związane z Sochaczewem (poza powiatem sochaczewskim), patrz artykuł o Sochaczewie.

## Transport
Drogi
Przez teren powiatu sochaczewskiego przebiegają drogi międzynarodowe, krajowe i wojewódzkie. Do najważniejszych z nich zalicza się:
- droga międzynarodowa E30 Cork (Irlandia) – Omsk (Rosja), polski odcinek to trasa A2 Świecko-Terespol
- droga krajowa nr 50 Ciechanów-Ostrów Mazowiecka.
- droga wojewódzka nr 580 Warszawa – Leszno (powiat warszawski zachodni) – Kampinos – Żelazowa Wola – Sochaczew
- droga wojewódzka nr 705 Śladów – Sochaczew – Skierniewice – Jeżów
- droga wojewódzka nr 575 Płock – Kazuń Nowy
- droga wojewódzka nr 577 Sochaczew – Płock

System ten jest wspomagany przez liczną sieć dróg gminnych i powiatowych.
Kolej

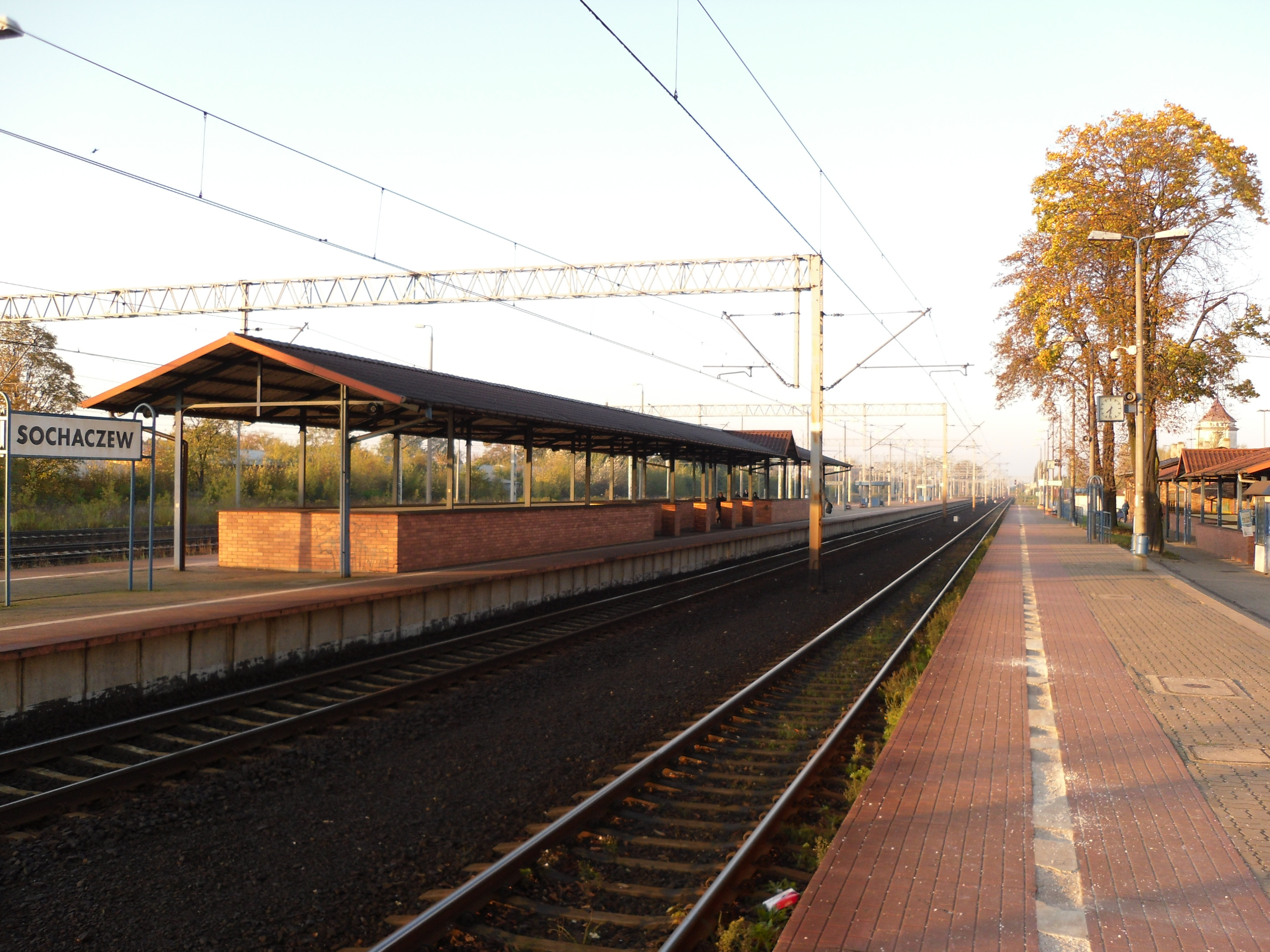
Stacja kolejowa w Sochaczewie

Przez powiat sochaczewski przebiega linia kolejowa E 20 (Berlin – Kunowice – Poznań – Warszawa – Terespol – Moskwa) ze stacją w Sochaczewie. Stąd można dostać się pociągami osobowymi do Warszawy i Łowicza Głównego. Zatrzymuje się tutaj szereg pociągów pośpiesznych i TLK dzięki czemu można dojechać z Sochaczewa do Lublina, Zamościa, Chełma, Białegostoku, Poznania, Zielonej Góry, Szczecina i Świnoujścia. Poza tym na terenie powiatu znajdują się przystanki kolejowe w następujących miejscowościach: Seroki, Nowa Piasecznica, Kornelin, i Leonów oraz stacja kolejowa Teresin (Teresin-Niepokalanów).
Komunikacja samochodowa
Uzupełnieniem i alternatywą dla pociągów jest rozwinięty system komunikacji samochodowej. Do Warszawy można dostać się busami (przewoźnik prywatny) oraz autobusami (PKS). Kursują także autobusy rejsowe którymi można dojechać do różnych miast na terenie Mazowsza i Polski, a także europejskich – w tym na Wyspy Brytyjskie. Lokalne połączenia autobusowe obsługuje PPKS Żyrardów. Na terenie Sochaczewa i najbliższych okolic funkcjonuje komunikacja miejska (Zakład Komunikacji Miejskiej w Sochaczewie).
Transport lotniczy
Różnorodność połączeń drogowych i kolejowych z Sochaczewem oraz dysponowanie odpowiednim terenem – byłym lotniskiem wojskowym, sprawiły, że rozpatrywana jest możliwość utworzenia tu nowego portu lotniczego dla Warszawy.